# Orquestra Filarmônica de Tóquio

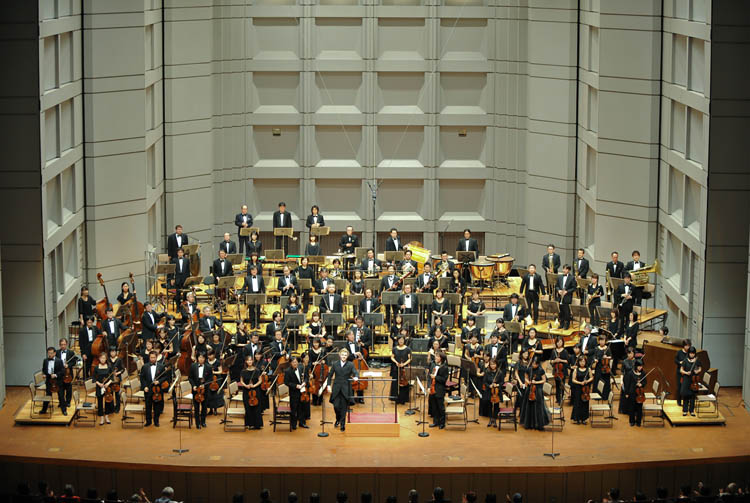
Orquestra Filarmônica de Tóquio (2009)

A Orquestra Filarmônica de Tóquio é uma aclamada orquestra baseada no Japão, sendo a mais antiga orquestra do Japão, fundada em 1911 em Nagoya. A orquestra mudou-se para Tóquio em 1938 e atualmente tem 166 músicos. Ela apresenta-se no Orchard Hall em Shibuya, Tóquio.

## Maestros
- Myung-Whun Chung
- Ondrej Lenard
- Tadaaki Otaka
- Kazushi Ono
- Vladimir Fedoseyev
- Pascal Verrot
- Janos Kavacs
- Yoichiro Omachi
- Kazumasa Watanabe
- Kazuo Yamada